# Centaurea degenianiformis
Centaurea degenianiformis — вид квіткових рослин айстрових (Asteraceae). Ендемік Румунії.